# Tortella
Tortella ist eine Gattung von akrokarpen Laubmoosen aus der Familie Pottiaceae.

## Merkmale
Moose dieser Gattung bilden meist dichte Rasen und Polster. Die einzelnen Sprosse wachsen aufrecht, sind einfach oder verzweigt und im unteren Teil oft rhizoidenfilzig. Die Blattform variiert von spatel- oder zungenförmig bis lanzettlich linealisch, die Blattränder sind meist ganzrandig oder krenuliert. Die kräftige Blattrippe reicht bis in die Blattspitze oder kann auch austreten. Im trockenen Zustand sind die Blätter meist gekräuselt, feucht dagegen aufrecht bis abstehend oder etwas zurückgekrümmt.
Die Blattzellen sind am Blattgrund verlängert rechteckig, hyalin, glatt und sind bei den meisten Arten scharf von den rundlich-quadratischen, grünen und stark papillösen Zellen des oberen Blattteiles abgegrenzt.
Die ellipsoidischen bis zylindrischen Sporenkapseln auf der verlängerten und aufrechten Seta besitzen oft fadenförmige und spiralig gewundene Peristomzähne, einen lang geschnäbelten Deckel und eine kapuzenförmige Kalyptra.

## Systematik
Die weltweit verbreitete Gattung Tortella zählt 51 (52) Arten.
Anmerkung zu Tortella bambergeri: Nach Köckinger & Hedenäs (2017) ist diese in der herkömmlichen Betrachtung zu verwerfen und besteht aus zwei Arten, nämlich Tortella fasciculata und Tortella pseudofragilis. Das Typusmaterial von Tortella bambergeri gehört in weiterem Sinne zu Tortella tortuosa.
Artenliste der mitteleuropäischen Arten (Auswahl):
- Tortella densa
- Tortella fasciculata
- Tortella flavovirens
- Tortella fragilis
- Tortella humilis
- Tortella inclinata
- Tortella inflexa
- Tortella pseudofragilis
- Tortella tortuosa